# Tim DeKay
Timothy Robert DeKay (n. Lansing, Nueva York; 12 de junio de 1963), conocido como Tim DeKay, es un actor estadounidense de cine y televisión. Su primera actuación en televisión fue como el gigante corporativo Larry Deon en seaQuest2032. Formó parte de las series Party of Five, de 1997 a 1999, Carnivàle, de 2003 hasta 2005, y Tell Me You Love Me, en 2007. Ha sido también estrella invitada en algunas series de mayor nivel, tales como Seinfeld, Friends, CSI, My Name Is Earl, NCIS y Scrubs; y desde 2009 interpretó al Agente Peter Burke en la serie de USA Network White Collar.

## Biografía
DeKay nació en Ithaca, Nueva York, pero creció y asistió a la escuela en Lansing, un pequeño suburbio de Ithaca.
En la escuela primaria y secundaria, disfrutó tanto de las artes como del atletismo. Era muy atlético en la escuela y jugaba baloncesto y béisbol. Asistió al Le Moyne College para estudiar Ciencias Empresariales y Filosofía y jugar béisbol. Después de jugar un corto tiempo al béisbol, decidió continuar con el teatro como actividad extra-curricular a tiempo completo.
Volvió a Le Moyne College en mayo de 2010 como conferenciante invitado, donde obtuvo el grado de doctor honoris causa en Humanidades. Asistió a la Universidad de Rutgers, donde consiguió un máster en Bellas Artes y conoció a su esposa, la actriz Elisa Taylor.
Vive en California con su esposa y sus dos hijos.

## Filmografía

### Cine
|  | Año  | Título                      | Rol                                                            |
|  | ---- | --------------------------- | -------------------------------------------------------------- |
|  | 2023 | Oppenheimer                 | Senador Pastore                                                |
|  | 2008 | Monster Ark                 | Dr. Nicholas Zavaterro                                         |
|  | 2008 | The Russell Girl            | Tim Russell (película de Hallmark Channel)                     |
|  | 2007 | Randy and The Mob           | Bill                                                           |
|  | 2006 | The Far Side of Jericho     | El desconocido                                                 |
|  | 2006 | Peaceful Warrior            | Entrenador Garrick                                             |
|  | 2005 | The Chumscrubber            | Mr. Peck                                                       |
|  | 2004 | Control                     | Bill Caputo                                                    |
|  | 2003 | Welcome to the Neighborhood | Bill                                                           |
|  | 2002 | The Third Wheel             | Orador                                                         |
|  | 2001 | Taking Back Our Town        | Película de Lifetime                                           |
|  | 2001 | Swordfish                   | Agente                                                         |
|  | 2001 | Nice Guys Finish Last       | Papá                                                           |
|  | 2000 | Big Eden                    | Dean Stewart                                                   |
|  | 2000 | The Crow: Salvation         | Martin Toomey (acreditado como Tim DeMay)                      |
|  | 1999 | Buddy Boy                   | Ken                                                            |
|  | 1998 | Almost Heroes               | Nuevo barman                                                   |
|  | 1998 | The Pentagon Wars           | Película de HBO; oficinista novato en la fiesta de la embajada |
|  | 1997 | Invasion                    | Mike Landry; también conocida como Robin Cook's Invasion       |
|  | 1996 | If These Walls Could Talk   | Esposo de Becky en el segmento "1952"                          |

### Televisión
| Año       | Título                              | Rol                      | Notas                                                                                                  |
| --------- | ----------------------------------- | ------------------------ | --- |
| 2017      | Lucifer                             | Dr. Jacob Carlisle       | Episodios: Love Handles, A Good Day to Die                                                             |
| 2014      | Agents of S.H.I.E.L.D.              | Senador Christian Ward   | Episodio: "A Fractured House"                                                                          |
| 2009–2014 | White Collar                        | Agente Peter Burke       | Reparto principal                                                                                      |
| 2009      | Scrubs                              | Rich Hill                | Episodio: "My Nah Nah Nah"                                                                             |
| 2008      | The New Adventures of Old Christine | Patrick Harris           | 3 episodios: "Rage Against the Christine", "Tie Me Up, Don't Tie Me Down", "So You Think You Can Date" |
| 2008      | CSI: Miami                          | William Campbell         | Episodio: "Wrecking Crew"                                                                              |
| 2008      | The Cleaner                         | Neil Mullins             | Episodio: "Lie With Me"                                                                                |
| 2008      | NCIS                                | Senador Patrick Kiley    | Episodio: "Capitol Offense"                                                                            |
| 2007      | Tell Me You Love Me                 | David                    | Reparto principal                                                                                      |
| 2007      | Numb3rs                             | Pete Friscia             | Episodio: "Robin Hood"                                                                                 |
| 2007      | The 4400                            | Drew Imroth              | 2 episodios: "Ghost in the Machine" y "The Marked"                                                     |
| 2007      | Hidden Palms                        | Mr. Miller               | Piloto                                                                                                 |
| 2006      | Cold Case                           | Geoff Taylor             | Episodio: "The War at Home"                                                                            |
| 2006      | Standoff                            | John Barnes              | Episodio: "Circling"                                                                                   |
| 2006      | My Name Is Earl                     | Hank Lange               | 2 episodios: "Didn't Pay Taxes" y "Monkeys In Space"                                                   |
| 2005      | CSI: Crime Scene Investigation      | Neal Matthews            | Episodio: "Spark of Life"                                                                              |
| 2003–2005 | Carnivàle                           | Clayton 'Jonesy' Jones   | Reparto principal                                                                                      |
| 2004      | Without A Trace                     | Jim Cooper               | Episodio: "The Season"                                                                                 |
| 2002–2003 | Everwood                            | Reverendo Keyes          | 3 episodios: "Blind Faith", "Snow Job" y "Till Death Do Us Part"                                       |
| 2002      | Malcolm in the Middle               | Matt                     | Episodio: "Zoo"                                                                                        |
| 2002      | Friends                             | Marc                     | Episodio: "The One Where Rachel Has a Baby: Part 1"                                                    |
| 2002      | Ally McBeal                         | Kendall Willis           | Episodio: "A Kick in the Head                                                                          |
| 2001      | Thieves                             | Owen                     | Episodio: "The General"                                                                                |
| 2001      | Murder, She Wrote                   | Robert Mercer            | Episodio: "The Last Free Man"                                                                          |
| 2001      | Chestnut Hill                       | Peter Eastman            | Piloto                                                                                                 |
| 1999–2000 | Sports Night                        | Ray Mitchel              | 2 episodios: "April is the Cruelest Month" y "Cliff Gardner"                                           |
| 1997–1999 | Party of Five                       | Dr. Paul Thomas          | 12 episodios; personaje recurrente                                                                     |
| 1999      | The Pretender                       | Eddie Fontenot           | Episodio: "Pool"                                                                                       |
| 1999      | The Practice                        | Jerry Green              | Episodio: "Split Decisions"                                                                            |
| 1998      | Brimstone                           | Prof. John Albright      | Episodio: "Heat"                                                                                       |
| 1998      | Cupid                               | Jennings Crawford        | Episodio: "The Linguist"                                                                               |
| 1998      | Caroline in the City                | Brian                    | 2 episodios: "Caroline and the Secret Bullfighter - Part 1" y "Caroline and the Killer Dad"            |
| 1998      | Ellen                               | John                     | Episodio: "Escape from L.A."                                                                           |
| 1997      | Diagnosis: Murder                   | Sonny Burnett            | Episodio: "A Mime is a Terrible Thing to Waste"                                                        |
| 1997      | Night Sins                          | Prof. Christopher Priest | Miniserie                                                                                              |
| 1997      | Touched by an Angel                 | J. D. Sinclair           | Episodio: "Smokescreen"                                                                                |
| 1997      | The Naked Truth                     | John                     | Episodio: "We're at NBC Now"                                                                           |
| 1997      | The Larry Sanders Show              | Gordon                   | También conocido como "The Matchmaker"                                                                 |
| 1996      | Grace Under Fire                    | Reverendo Tom Maxwell    | Episodio: "The Ghost and Mrs. Kelly"                                                                   |
| 1996      | The Ring                            | Max Thomas               | Miniserie; también conocida como Danielle Steel's The Ring                                             |
| 1996      | Seinfeld                            | Kevin                    | 2 episodios: "The Bizarro Jerry" y "The Soul Mate"                                                     |
| 1995–1996 | SeaQuest DSV                        | Lawrence Deon            | 3 episodios: "Brainlock", "Destination Terminal", "In the Company of Ice and Profit"                   |